# Мур, Джейсон
Джейсон Мур (англ. Jason Moore, родился 10 октября 1988 года в Бедфорде, Англия) автогонщик.

## Карьера

### Картинг
Мур стал участвовать в картинге, когда ему исполнилось 11 лет, его первым чемпионатом стал Super 1 National Cadet Championship. Мур финишировал 24м в чемпионате, его лучшим результатом стало шестое место в Rowrah.
Мур перешёл в Super 1 National Junior TKM Championship на три сезона. В 2001 он завершил сезон на 25-м месте в чемпионате, его лучшим результатом стало пятнадцатое место на этапе в Букмор Парке. Сезон 2002 стал для него более успешным, он смог прорваться в топ 10 по итогам сезона, заняв девятое место. Шестое место в Букморе стало его лучшим результатом. В 2003 он провёл свой лучший сезон, завершив сезон вторым позади Ли Белла. Мур заработал две победы на трассах Rowrah, и Kimbolton.
Мур перешёл в Intercontinental A Junior сезоне 2004 года. Он закончил сезон девятым вместе с победой на трассе Lydd. Мур продолжил выступать в этом классе в 2005, но он не был конкурентоспособен и выбыл после этапа Clay Pigeon. Его лучше результатом стало 22-е место в Three Sisters. Его последний сезон ознаменовался победой в чемпионате, он на 21 очко обогнал Микки Хигэма в сезоне 2006 Super 1 National Formula TKM Extreme Championship, despite only winning one main final at Fulbeck.

### Формула Палмер Ауди
Мур перешёл в 450-сильную серию Формула Палмер Ауди в сезоне 2007. Он заработал пять подиумов в дебютном сезоне, четыре третьих места и одно второе. Мур продолжил прогрессировать в серии, выступая в Осеннем Трофее. Он заработал свой первый подиум в третьей гонке на этапе в Брэндс-Хэтче.
Второй сезон в 2008, принёс Муру чемпионский титул. Мур заработл шесть побед, и финишировал на подиуме ещё восемь раз, опередив Тома Брэдшоу на девять очков. За свои успехи он был номинирован на McLaren Autosport BRDC Award, но его обошёл Александр Симс.

### Формула-2
В 2009 перешёл в возрождённую серию ФИА Формула-2, номер его болида 31.

## Результаты выступлений

### Гоночная карьера
| Сезон | Серия                              | Команда           | Гонки | Победы | Поулы | БК | Подиумы | Очки | Место |
| ----- | ---------------------------------- | ----------------- | ----- | ------ | ----- | -- | ------- | ---- | ----- |
| 2007  | Формула Палмер Ауди                |                   | 20    | 0      | 0     | ?  | 5       | 251  | 5     |
| 2007  | Формула Палмер Ауди Осенний Трофей | 6                 | 0     | 0      | 0     | 1  | 79      | 5    |       |
| 2007  | Формула Палмер Ауди Shootout       | 3                 | 0     | 0      | 0     | 0  | 25      | 10   |       |
| 2008  | Формула Палмер Ауди                |                   | 20    | 6      | 5     | 5  | 14      | 360  | 1     |
| 2009  | ФИА Формула-2                      | MotorSport Vision | 10    | 0      | 0     | 0  | 0       | 1    | 20    |

### Результаты выступлений в Формуле-2
| Легенда к таблице |                                                                    |
| --- | ------------------------------------------------------------------ |
| В таблице перечислены результаты всех гонок, в которых принимал участие гонщик. Строками таблицы являются сезоны, столбцами — этапы соревнований. В каждой клетке указаны сокращённое название этапа и результат, дополнительно обозначенный цветом. Расшифровка обозначений и цветов представлена в нижеследующей таблице. |                                                                    |
| \| Пример \| Описание \| \| ------------ \| ------------------------------------------------------------------ \| \| 1 \| Победитель \| \| 2 \| Второе место \| \| 3 \| Третье место \| \| 5 \| Финишировал, заработав очки \| \| Сход \| Не финишировал, но при этом заработал очки \| \| 12 \| Финишировал, не получив очков \| \| НКЛ \| Финишировал, но не попал в финальную классификацию \| \| 15 \| Участвовал вне зачёта, либо по отдельной классификации \| \| 18 \| Не финишировал, но попал в финальную классификацию \| \| Сход \| Не финишировал \| \| НКВ \| Не прошёл квалификацию \| \| НПКВ \| Не прошёл предквалификацию \| \| ДСК \| Дисквалифицирован \| \| ИСК \| Исключён из протокола соревнований \| \| ТТ \| Заявлен для участия только в тренировках \| \| НС \| Участвовал в квалификации, но не стартовал в гонке \| \| Т \| Травмирован или болен \| \| ОТК \| Отказ от участия \| \| НТР \| Прибыл на соревнования, но на трассу не выезжал \| \| НПР \| Был заявлен в числе участников, но не прибыл к началу соревнований \| \| О \| Соревнования отменены \| \| \| Не участвовал \| \| Поул-позиция \| \| \| Быстрый круг \| \| |                                                                    |
| Пример | Описание                                                           |
| 1 | Победитель                                                         |
| 2 | Второе место                                                       |
| 3 | Третье место                                                       |
| 5 | Финишировал, заработав очки                                        |
| Сход | Не финишировал, но при этом заработал очки                         |
| 12 | Финишировал, не получив очков                                      |
| НКЛ | Финишировал, но не попал в финальную классификацию                 |
| 15 | Участвовал вне зачёта, либо по отдельной классификации             |
| 18 | Не финишировал, но попал в финальную классификацию                 |
| Сход | Не финишировал                                                     |
| НКВ | Не прошёл квалификацию                                             |
| НПКВ | Не прошёл предквалификацию                                         |
| ДСК | Дисквалифицирован                                                  |
| ИСК | Исключён из протокола соревнований                                 |
| ТТ | Заявлен для участия только в тренировках                           |
| НС | Участвовал в квалификации, но не стартовал в гонке                 |
| Т | Травмирован или болен                                              |
| ОТК | Отказ от участия                                                   |
| НТР | Прибыл на соревнования, но на трассу не выезжал                    |
| НПР | Был заявлен в числе участников, но не прибыл к началу соревнований |
| О | Соревнования отменены                                              |
| | Не участвовал                                                      |
| Поул-позиция |                                                                    |
| Быстрый круг |                                                                    |

| Год  | №  | 1        | 2        | 3        | 4        | 5          | 6        | 7        | 8       | 9        | 10         | 11    | 12    | 13    | 14    | 15    | 16    | Место | Очки |
| ---- | -- | -------- | -------- | -------- | -------- | ---------- | -------- | -------- | ------- | -------- | ---------- | ----- | ----- | ----- | ----- | ----- | ----- | ----- | ---- |
| 2009 | 31 | ВАЛ 1 16 | ВАЛ 2 14 | БРН 1 13 | БРН 2 11 | СПА 1 Сход | СПА 2 НС | БРХ 1 16 | БРХ 2 8 | ДОН 1 11 | ДОН 2 Сход | ОШЕ 1 | ОШЕ 2 | ИМО 1 | ИМО 2 | КАТ 1 | КАТ 2 | 20    | 1    |